# Pterostylis irsoniana
Pterostylis irsoniana là một loài thực vật có hoa trong họ Lan. Loài này được Hatch miêu tả khoa học đầu tiên năm 1950.